# Olejek arcydzięglowy

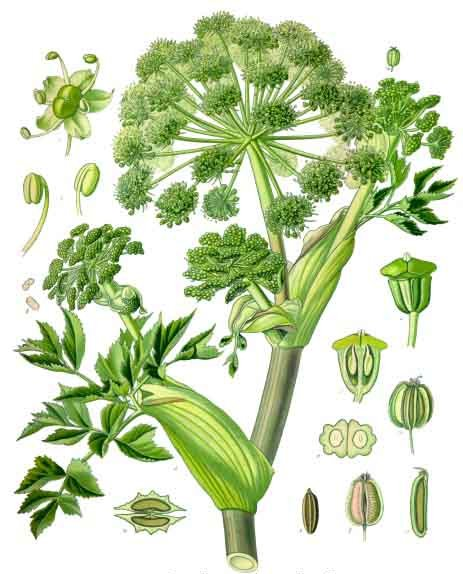
Dzięgiel litwor (arcydzięgiel litwor)

Olejek arcydzięglowy – olejek eteryczny pozyskiwany z korzenia lub owoców rośliny arcydzięgiel litwor, należącej do rodziny selerowatych, znanej dawniej jako angelika, anżelika, archangelika, (arcy)dzięgiel lekarski, dzięgiel wielki, anielskie ziele, anielski korzeń, archangielski korzeń.
Surowce są poddawane destylacji z parą wodną. Olejki otrzymywane z korzeni i owoców mają różne właściwości. Oba są wieloskładnikowymi mieszaninami związków chemicznych. W skład olejku z korzenia wchodzi egzaltolid – lakton o zapachu piżma z nutą ambry (stosowany w perfumiarstwie jako zamiennik substancji zapachowych pochodzenia zwierzęcego). Olejek z owoców zawiera więcej terpenów, a mniej związków tlenowych.
Olejek arcydzięglowy jest stosowany do aromatyzowania likierów i wódek (np. benedyktynka, gin, Chartreuse) lub leków, do wyrobu perfum (np. Chypre, perfumy orientalne) oraz w ziołolecznictwie.

## Pozyskiwanie olejków
Zbiór korzeni prowadzi się w październiku następnego roku po wysiewie. Po ścięciu nadziemnej części rośliny korzenie wykopuje się ostrożnie, oczyszcza się z ziemi, odcina wszelkie części zielone i starannie myje i przecina wzdłuż. W przypadku suszenia stosuje się temperaturę nie wyższą niż 35 °C.
Destylacji z parą wodną poddaje się:
- rozdrobniony świeży korzeń
- rozdrobniony suszony korzeń
- owoce, po ich roztarciu na walcach (dobrą jakość produktu uzyskuje się stosując surowiec świeży).

Wydajność procesu destylacji osiąga:
- dla korzenia świeżego: 0,6–1% olejku
- dla korzenia suchego: 0,1–0,2% olejku
- dla owoców: 0,3–1,8% olejku.

## Składniki i właściwości olejków
| Właściwość                           | Korzeń | Owoce |
| Barwa                                | prawie bezbarwny (pod wpływem światła i powietrza zmienia barwę na żółtą lub brunatnawą)                                                                         | prawie bezbarwny, bladozielonkawy |
| Zapach                               | silnie korzenny; trwała pozostałość po odparowaniu składników najbardziej lotnych – zapach piżma i ambry                                                         | podobny do zapachu olejku z korzenia (gorsza jakość i mniejsza trwałość)                                                                                           |
| Ciężar właściwy d15/15               | 0,853–0,918 | 0,851–0,890 |
| Skręcalność αD/20                    | zwykle: +16 do +41° minim. dla świeżego surowca: +6°; maleje w czasie przechowywania                                                                             | 3°44' do +15° |
| Współczynnik załamania światła nD/20 | 1,476–1,488 | 1,484–1,491 |
| Liczba kwasowa                       | zwykle ca. 0,5 (do 5) | do 2,8 |
| Liczba estrowa                       | 11–39 | 11–30 |
| Liczba estrowa po acetylowaniu       | 24–75 | 24–49 |
| Rozpuszczalność w alkoholu           | 0,6–8 objętości 80° alkoholu (zmętnienie nie zanika po dodaniu następnych 20. objętości)                                                                         | 4,5–10 objętości 90° alkoholu (zmętnienie lub opalizacja nie zanika po dodaniu następnych 20. obj.)                                                                |
| Składniki                            | α-D-felandren, α-pinen, ostenol, ostol, angelicyna, egzaltolid, kwas metyloetylooctowy, diacetyl, furfural, metanol, etanol, borneol(?), terpeny i seskwiterpeny | β-felandren, kwas metyloetylooctowy, kwas hydroksymirystynowy, kumaryny i ich etery (imperatoryna, bergapten, ksantotoksol, ksantotoksyna, umbeliprenina), terpeny |

## Działanie farmakologiczne
Arcydzięgiel pobudza czynności wydzielnicze, działa rozkurczowo, wiatropędnie, antyseptycznie, uspokajająco. Zwiększa wydzielanie soków trawiennych, śliny, a także moczu i potu. Olejek eteryczny działa rozgrzewająco (przez drażnienie i powodowanie przekrwienia skóry) i nieznacznie przeciwbólowo. Korzeń arcydzięgla stosuje się w stanach skurczowych przewodu pokarmowego, dolegliwościach trawiennych, braku apetytu i wzdęciach oraz jako łagodny środek uspokajający. Olejek jest wykorzystywany do nacierania przy nerwobólach i bólach reumatycznych.
- Dawkowanie: doustnie stosuje się na dobę 4,5 g surowca lub 1,5–3 g wyciągu płynnego lub 1,5 g nalewki. Zewnętrznie 10–20 kropli olejku.
- Działania uboczne: ze względu na zawartość furanokumaryn surowiec działa fototoksycznie i może powodować stany zapalne skóry[2].